# Eutreta hespera
Eutreta hespera är en tvåvingeart som beskrevs av Banks 1926. Eutreta hespera ingår i släktet Eutreta och familjen borrflugor. Inga underarter finns listade i Catalogue of Life.